# Sent M’Ahesa

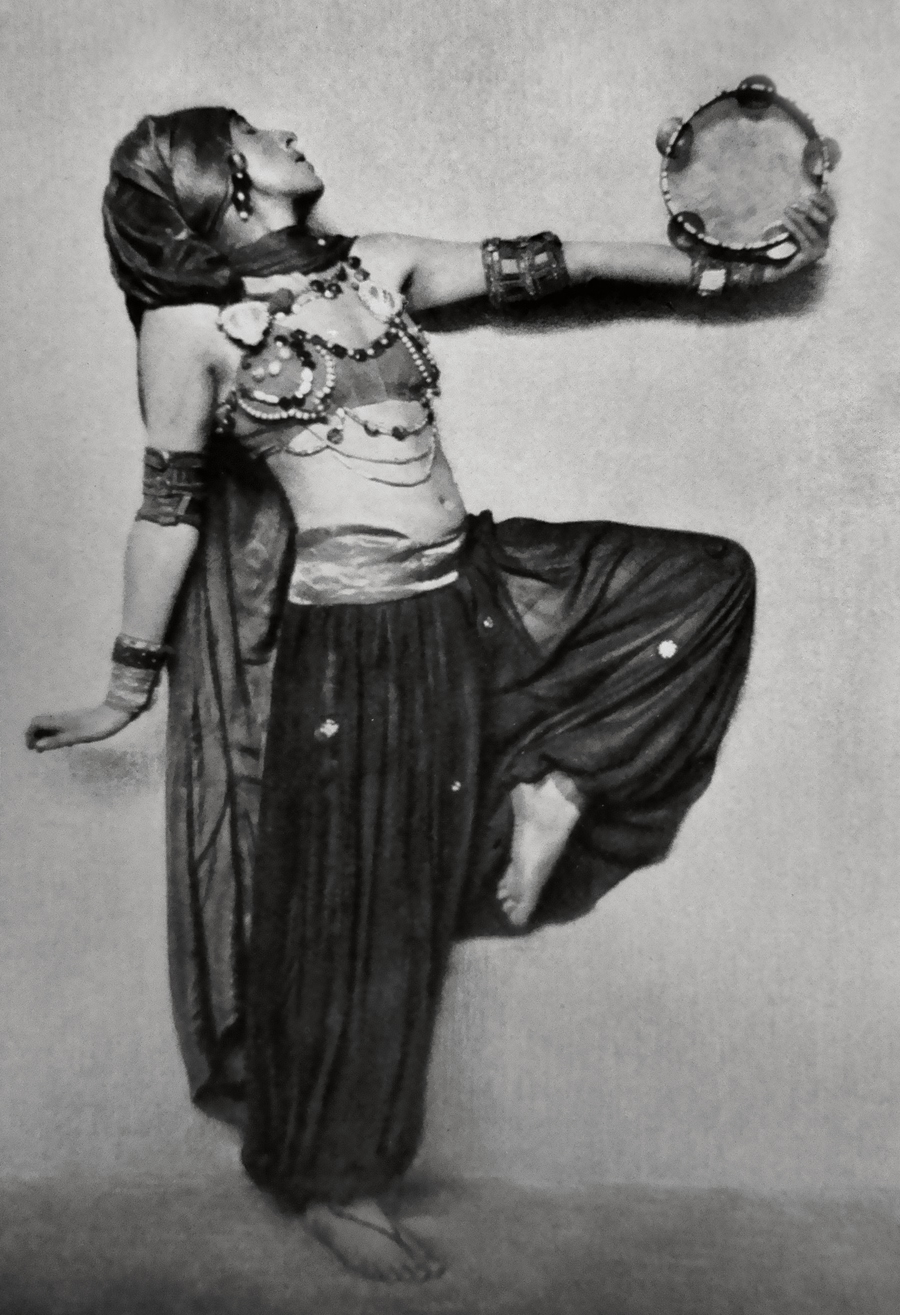
Hanns Holdt: Sent M’Ahesa um 1928

Sent M’Ahesa (* 17. August 1883 in Riga als Else von Carlberg; † Mitte November [begraben am 19. November] 1970 in Stockholm) war eine Ausdruckstänzerin der Moderne, die bis in die 1920er Jahre in Deutschland wirkte.

## Leben
Else von Carlberg war die ältere von zwei Töchtern des Rigaer Statistikers und Stadtsekretärs Nikolai Walter-Carlberg (* 1858 in St. Petersburg; † 1921 in Hameln) und dessen Frau Jutta, geb. Paling († 1892). 1907 kam sie mit ihrer Schwester Erika (1886–1951), die später als Schauspielerin, Übersetzerin und Dichterin wirkte, nach Berlin, um hier Ägyptologie zu studieren. 1909 trat sie erstmals in München mit einem Programm altägyptischer Tänze auf.
Sie wurde von Max Beckmann, Bernhard Hoetger, Dietz Edzard und Adolf Münzer porträtiert. Der griechische Schriftsteller Nikos Kazantzakis sah sie 1923 in Berlin tanzen („Sie tanzte nur einmal und fuhr dann wieder in ihre Münchner Villa zurück“) und schrieb darauf seiner Frau: „Seitdem ich Sent M’Ahesa tanzen sah, will ich keine andere Art von Tanz mehr sehen. Ich sah dessen höchste Form.“
1932 beendete sie überraschend ihre Tanzkarriere und übersiedelte nach Schweden, dem Herkunftsland ihrer Familie. Fortan übersetzte sie schwedische Bücher (z. B. Frans G. Bengtssons Röde Orm und Hans Petterssons Oceanographie) und war für die Frankfurter Allgemeine Zeitung und für die Zeitschrift Atlantis journalistisch tätig. Ihre letzten Lebensjahre verbrachte sie im zehnten Stock eines Stockholmer Vorstadt-Hochhauses mit Blick auf den Mälarsee.

## Ehrungen

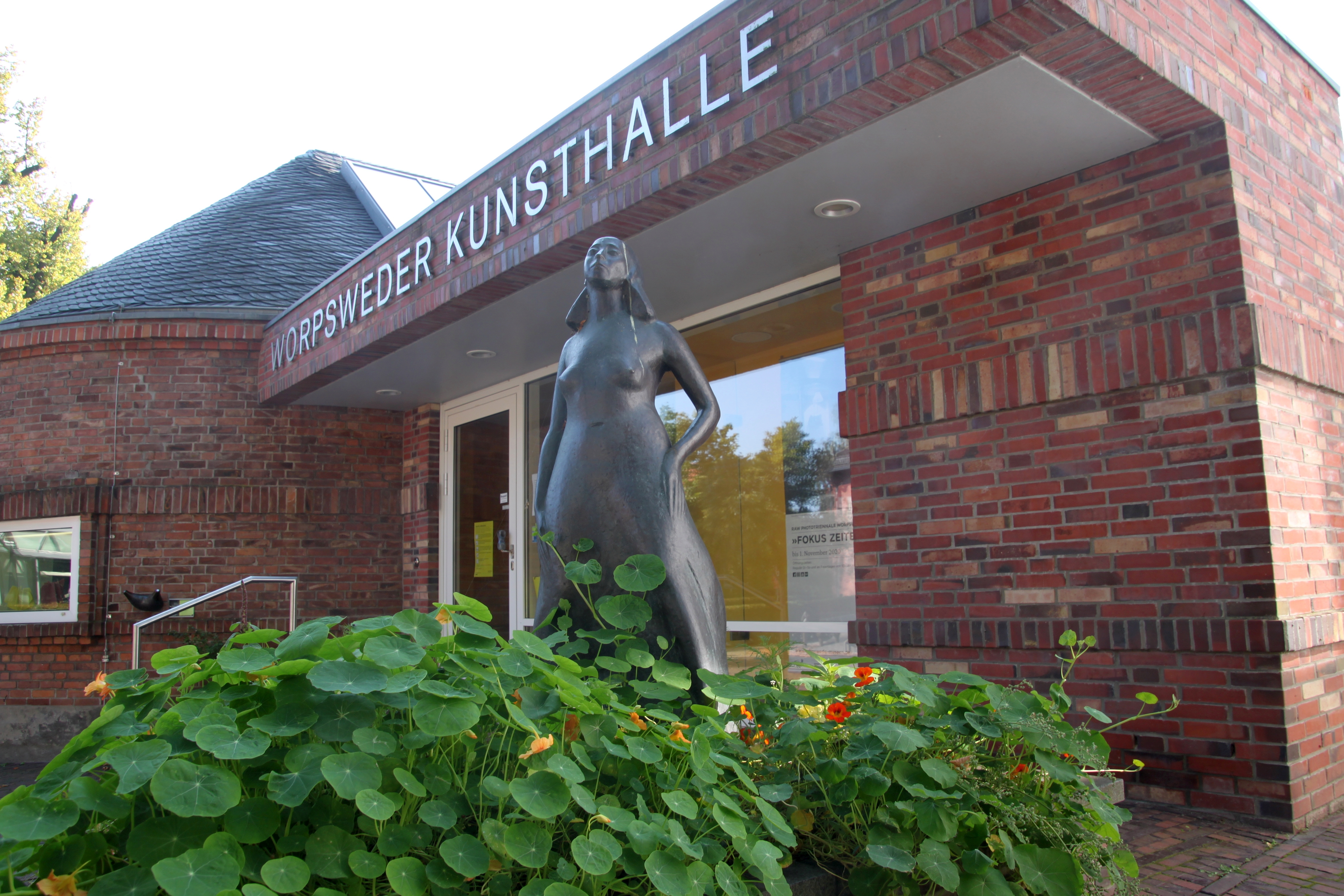
Die Tänzerin vor der Worpsweder Kunsthalle (2020)

Zu Ehren von Carlbergs wurden zwei Bronzeabgüsse der Skulptur Die Tänzerin von Bernhard Hoetger aufgestellt, 1985 in Dortmund-Hörde, Schildplatz und 2012 am Eingang der Worpsweder Kunsthalle.